# Hawk Nelson Is My Friend
Hawk Nelson Is My Friend är det tredje släppta albumet av pop/punkbandet Hawk Nelson. Albumet släpptes den 1 april 2008. Det debuterade som #34 på Billboard 200. Under första veckan efter att ha blivit släppt sålde albumet lite över 25 000 exemplar.

## Låtlista
1. "You Have What I Need" - 2:34
2. "Friend Like That" - 2:49
3. "Turn It On" - 3:09
4. "One Little Miracle" - 2:58
5. "Let's Dance" - 3:09
6. "Ancient History" - 3:11
7. "Somebody Else" - 3:18
8. "Arms Around Me" - 3:31
9. "Just Like Me" - 2:39
10. "Not The Same" - 3:30
11. "Words We Speak" - 2:54
12. "I Still Miss You" - 3:51

Special Edition-låtar 
- "One Little Miracle" (Akustisk) medverkande artist Amy Grant - 3:04
- "Friend Like That" (Akustisk) - 2:49
- "Bring 'Em Out" medverkande artist Drake Bell - 3:24

## Special Edition
Special Editionen CD/DVD:n av albumet innehåller tre bonuslåtar (se ovan), och ett pappersbrädspel. Den innehåller också en DVD med bakom scenen-videor som "In The Studio (med Amy Grant); The Making of the "Friend Like That" musikvideon och "Skyviding" plus fyra av Hawk Nelsons musikvideor:
1. Friend Like That från Hawk Nelson Is My Friend
2. Zero från Smile, It's the End of the World
3. The One Thing I Have Left från Smile, It's the End of the World
4. California från Letters to the President

## Singlar
"Friend Like That" var den första singeln från albumet, släppt på iTunes sen 24 december 2007. En musikvideo gjordes för denna låt. Det har även släppts en EP för "One Little Miracle" som innehåller tre versioner av låten, originalet, akustisk och live.

## Övrigt
Hawk Nelson har blivit nominerade en Grammy Award för Best Recording Package för albumet Hawk Nelson Is My Friend. Alla låtar är skrivna av Hawk Nelson och Trevor McNevan (Thousand Foot Krutch) och andra som Raine Maida (Our Lady Peace) och Richard Marx.